# Nantilly
 Nantilly  es una población y comuna francesa, situada en la región de Franco Condado, departamento de Alto Saona, en el distrito de Vesoul y cantón de Autrey-lès-Gray.

## Demografía
| 257 | 251 | 330 | 422 | 456 | 452 | 511 |
| Para los censos de 1962 a 1999 la población legal corresponde a la población sin duplicidades (Fuente: INSEE [Consultar]) |     |     |     |     |     |     |